# Phaeosiphoniellales
Ordre
Les Phaeosiphoniellales sont un ordre d’algues brunes de la classe des Phaeophyceae.

## Liste des familles
Selon AlgaeBase (12 août 2017) :
- famille Phaeosiphoniellaceae N.Phillips, Burrowes, F.Rousseau, Reviers & G.W.Saunders